# Jay Cassidy
Jay Cassidy, né à Chicago possiblement en août 1949, est un monteur américain, qui compte plus de 30 films depuis 1978.
Il a commencé sa carrière dans les années 1970, travaillant sur des documentaires et la publicité politique. Il a eu une collaboration remarquable avec Sean Penn, après avoir édité l'ensemble des films réalisés par Penn. Au début de sa carrière, Cassidy a édité le film documentaire High Schools (1984) qui a été réalisé par Charles Guggenheim, plus récemment, il a dirigé plusieurs documentaires par le fils de Guggenheim : Davis Guggenheim, y compris Une vérité qui dérange (2006).
Cassidy a été proposé pour l'Oscar du Montage et pour un prix Eddie ACE pour Into the Wild (réalisé par Sean Penn - 2007). Il remporte le Eddie du meilleur documentaire Modification de Une vérité qui dérange (réalisé par Davis Guggenheim - 2006). High Schools et Une vérité qui dérange a été proposé pour l'Oscar du Meilleur long métrage documentaire, et Une vérité qui dérange a remporté le prix.
Cassidy a été élu comme membre de l'American Cinema Editors.
Cassidy a remporté The New Yorker Cartoon Caption Contest # 39, le 27 février 2006. Le gagnant paraîtrait le 27 mars 2006 dans le numéro de The New Yorker.

## Filmographie
Sauf indication contraire, les informations mentionnées dans cette section peuvent être confirmées par la base de données cinématographiques IMDb,  présente dans la section « Liens externes ».
- 1973 : Jerusalem Lives
- 1978 : Almost Crying
- 1979 : HR 6161: An Act of Congress
- 1982 : Waltz Across Texas
- 1982 : The End of August
- 1983 : High Schools
- 1984 : Roadhouse 66
- 1986 : The Making of Liberty
- 1988 : Fright Night Part 2
- 1988 : Aloha Summer
- 1990 : La Résurrection de Frankenstein (Frankenstein Unbound)
- 1991 : The Indian Runner
- 1991 : Norman and the Killer
- 1993 : Bodies, Rest & Motion
- 1994 : Brainscan
- 1995 : Crossing Guard
- 1996 : Albino Alligator
- 1998 : Urban Legend
- 1998 : Un tueur pour cible (The Replacement Killers)
- 2000 : Fausses Rumeurs (Gossip)
- 2001 : The Pledge
- 2002 : Ballistic
- 2002 : Tuck Everlasting
- 2002 : 11'09"01 September 11
- 2004 : The Assassination of Richard Nixon
- 2006 : Le Dernier Présage (First Snow)
- 2006 : Une vérité qui dérange (An Inconvenient Truth)
- 2007 : Into the Wild
- 2008 : Johnny Got His Gun
- 2008 : A Mother's Promise: Barack Obama Bio Film
- 2009 : Conviction
- 2009 : Brothers
- 2011 : Le Pacte (Seeking Justice) de Roger Donaldson
- 2012 : Silver Linings Playbook de David O. Russell
- 2013 : American Bluff de David O. Russell
- 2014 : Fury de David Ayer
- 2015 : The Last Face de Sean Penn
- 2017 : Thank You for Your Service de Jason Hall
- 2018 : A Star Is Born de Bradley Cooper
- 2020 : Birds of Prey (et la fantabuleuse histoire de Harley Quinn) (Birds of Prey (and the Fantabulous Emancipation of One Harley Quinn)) de Cathy Yan
- 2022 : Amsterdam de David O. Russell
- 2023 : Death Business (The Burial) de Maggie Betts
- 2024 : Killer Heat de Philippe Lacôte

## Distinctions

### Récompenses
- 2012 : Meilleur montage aux Satellite Awards pour Happiness Therapy
- 2013 : Meilleur montage d'un film comique ou musical aux American Cinema Editors Awards pour Happiness Therapy
- 2014 : Meilleur montage d'un film comique ou musical aux American Cinema Editors Awards pour American Bluff
- Festival du film de Hollywood 2014 : Hollywood Editing Award pour Fury

### Nominations
- 2013 : Oscar du meilleur montage pour Happiness Therapy
- 2014 : Oscar du meilleur montage pour American Bluff